# Plein Chant
Pour les articles homonymes, voir Plain-chant (homonymie).
Les éditions Plein Chant sont une maison d'édition française, fondée en 1970 par le maître-imprimeur Edmond Thomas,.

## Histoire
La maison d'édition, fondée à Paris autour de la revue littéraire Plein chant : cahiers poétiques, littéraires et champêtres en 1970, s'installe quelques mois plus tard à Bassac, en Charente, où son fondateur poursuivra également, parallèlement à l'édition, une activité d'imprimeur à l'ancienne, en offset, pour le compte de nombreuses maisons d'édition.
Les livres édités et imprimés par Plein Chant se distinguent par leur fabrication soignée, à l'ancienne : pliés, cousus et brochés à la main, généralement non rognés.
Le catalogue des éditions Plein Chant comprend le plus large choix connu de textes de littérature prolétarienne, mais aussi de nombreuses éditions de textes rares et oubliés des XVIIIe et XIXe siècles, ainsi que des œuvres littéraires, notamment des poèmes, du monde entier.

## La revuePlein Chant
La revue Plein Chant est fondée en 1971 à Paris. Installée en février 1972 à Bassac où elle prend le nom de Plein chant : cahiers poétiques, littéraires et champêtres, elle paraît ronéotée jusqu'en 1978.
Sous son titre ont paru entre 1971 et 2016 des numéros de Varia, comprenant des textes en prose et en vers d'auteurs plus ou moins connus, ainsi que des dossiers sur des écrivains tels que Marcelle Delpastre, Georges Hyvernaud ou Zo d'Axa.
Les éditions Plein Chant éditent également les Cahiers Henry Poulaille.

## Sources et références
1. ↑  SIREN : 308815604.
2. ↑  Notice d'autorité : Edmond Thomas, BnF, consulté le 4 février 2019.
3. ↑  pleinchant.fr, consulté le 4 février 2019.
4. ↑  « Edmond Thomas : Historique de la revue Plein Chant », sur pleinchant.fr (consulté le 29 septembre 2021).